# 崇文院
崇文院，原名“三館”（昭文館、史館、集賢院），宋代儲藏圖書之所。
崇文院為後梁始創，唐代沿襲。北宋在汴京（今開封）設立昭文館、史館、集賢院，太平興國三年（978年）正式賜名為崇文院。院內東部為昭文書庫；南部為集賢書庫；西部為史館書庫。昭文、集賢和史館四庫合稱“崇文六庫”，史館書庫再細分為經、史、子、集四庫。共藏正副本圖書8萬多卷，放置於雕花木書架上。《玉海》稱崇文院藏書「侖奐壯麗，甲於內庭」。後來又取珍善藏本別建秘閣，分設“內藏西庫”。崇文院藏書經常外借，丟失情形十分嚴重，宋真宗說：「近聞圖書之府，甚不整齊；假借之餘，散失尤多。」大臣朱昂曰：「院中四部書為朝廷所借者，凡四百六十卷。」。真宗大中祥符八年（1015年），崇文院大火，損失嚴重。仁宗景祐年間，王堯臣、張觀、宋祁等奉詔編撰《崇文總目》，費時二十五年乃成，著錄四部圖書凡30669卷。